# Clamator glandarius
Il cuculo dal ciuffo (Clamator glandarius Linnaeus, 1758) è un uccello della famiglia Cuculidae.

## Descrizione
Si tratta di un cuculiforme dalle dimensioni tra i 35–39 cm.
A differenza del suo più comune cugino (il cuculo) ha delle ali più arrotondate e una lunga coda stretta che gli conferisce una sagoma e un'andatura molto rassomigliante a quella delle gazze.
L'adulto presenta le parti superiori color grigio, le ali picchiettate di macchie bianche e la testa (con il ciuffo che gli ha dato il nome) grigio argento.
Le parti inferiori sono bianche e la gola giallo chiaro.
Il giovane, invece, ha le parti superiori nere, ali tempestate di macchie bianche e le penne primarie di color ruggine con le punte nere.
Le parti inferiori sono bianche e la gola gialla.

## Distribuzione e habitat
Il cuculo dal ciuffo vive libero in natura, in Europa, Medio Oriente, ed Africa, in Italia ci sono rare nidificazioni in habitat boschivi.
Frequenta ambienti aridi e stepposi, con preferenze per la macchia mediterranea.

## Biologia

### Riproduzione

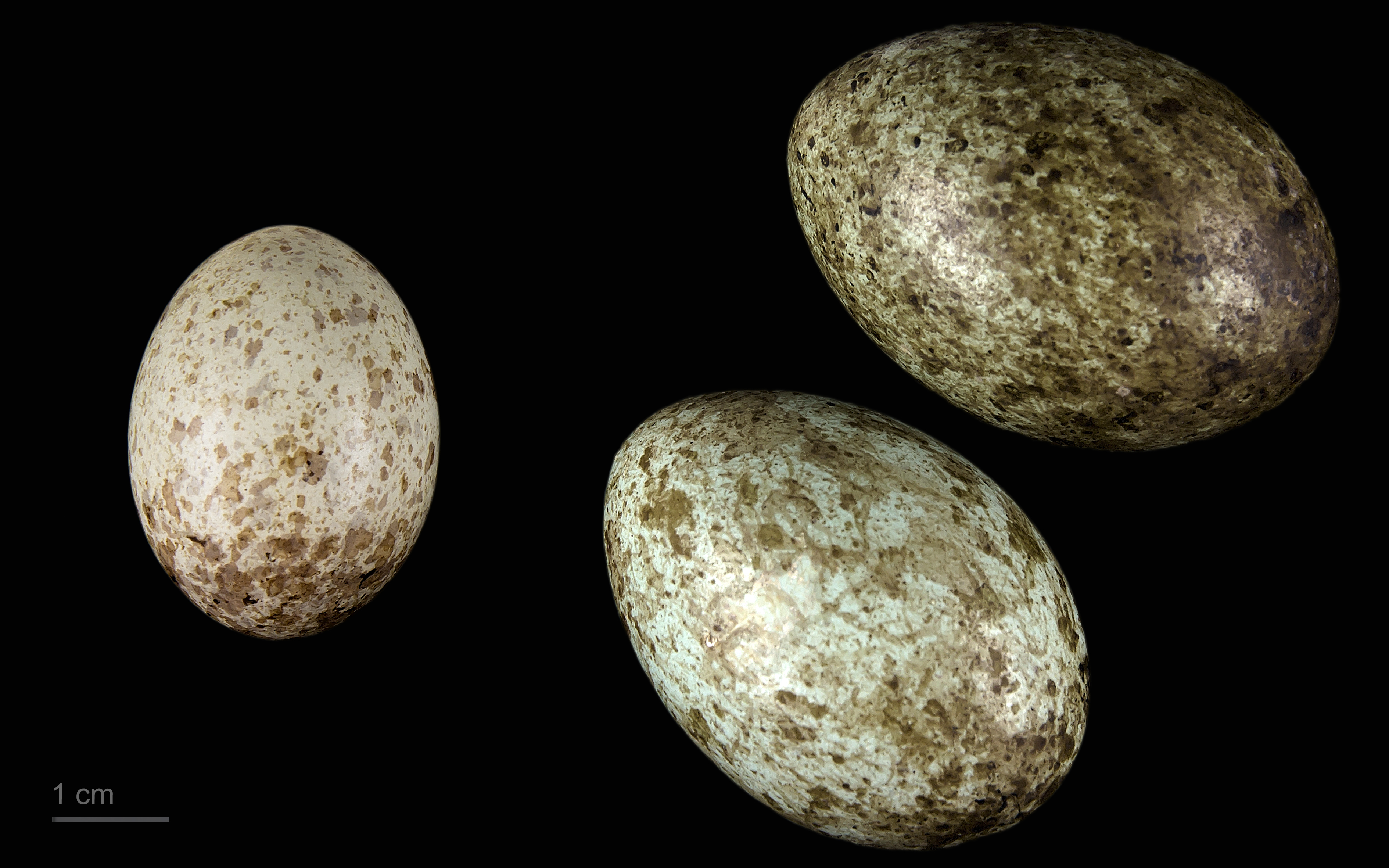
Uovo di Clamator glandarius in un nido di Corvus cornix Museo di Tolosa

Come la maggior parte dei cuculi è un parassita di cova, ovvero depone le uova nei nidi degli altri uccelli. Questa specie si è specializzata nei nidi dei corvidi, in particolare delle gazze.
Siccome sono più piccoli di dimensioni rispetto agli ospiti, rischiano di essere gravemente feriti se scoperti. Dunque il maschio distrae l'ospite portandolo lontano dal nido e la femmina può deporre velocemente il suo uovo tra le altre uova dell'ospite.
I cuculi dal ciuffo vengono attaccati a vista dalle gazze che li riconoscono come una minaccia per la propria nidiata. Questo fenomeno viene indicato con il nome di mobbing e si manifesta anche in altre specie, in particolare verso rapaci e rapaci notturni e da parte di uccelli che costituiscono il loro "menù".

## Tassonomia
Il cuculo dal ciuffo non ha sottospecie, è monotipico.